# Mancio

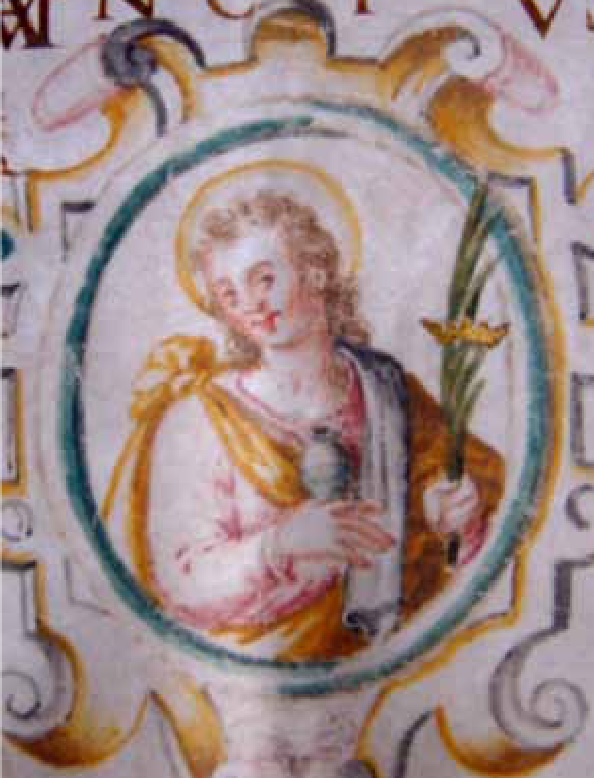
Representación en miniatura de San Mancio en el pergamino de autentificación de su reliquia (archivo del Cabildo de la Catedral de Évora). Atribuido a Duarte Frisão, 1596.

Mancio (Mancio de Évora, en latín Mantius, en portugués Manços) fue un mártir y santo cristiano de finales del siglo VI o comienzos del siglo VII. Su fiesta se celebra el 21 de mayo.
Aunque los detalles de su vida son escasos y contradictorios, su hagiografía (Passio Mantii, redactada en el siglo VII) cuenta que fue un esclavo cuyos amos eran judíos, que le llevaron con ellos de Roma a Évora, donde fue coaccionado para convertirse al judaísmo, siendo él cristiano. Al negarse fue sometido a torturas ("azotado y engrillado") y obligado a trabajar la tierra de forma particularmente penosa y extenuante, hasta que murió y fue enterrado en un estercolero (más literalmente "ultrajan el cadáver del santo arrastrándolo y soterrándolo someramente en la calzada pública").
A mediados del siglo VII, cuando aún vivían quienes le conocieron, se encontró su cadáver (cuya localización habría sido revelada por el propio santo, aparecido "en sueños a un padre de familia noble que había perdido su fortuna") y fue enterrado cristianamente, erigiéndose una basílica sobre su tumba (posteriormente completada con una segunda basílica, un baptisterio y unos jardines) y redactándose su Passio. Con el tiempo, sus reliquias fueron trasladadas, entre otros lugares, al monasterio de Sahagún, que en el siglo XI reclamaba poseer su cabeza. 
La tradición engrandeció de forma legendaria su figura, tomándole por contemporáneo de Cristo, a quien habría ayudado en el Lavatorio, y considerándole el primer obispo de Évora. También se propuso la ciudad italiana de Cesena como su lugar de nacimiento; pero tal atribución es muy tardía (siglo XVII).

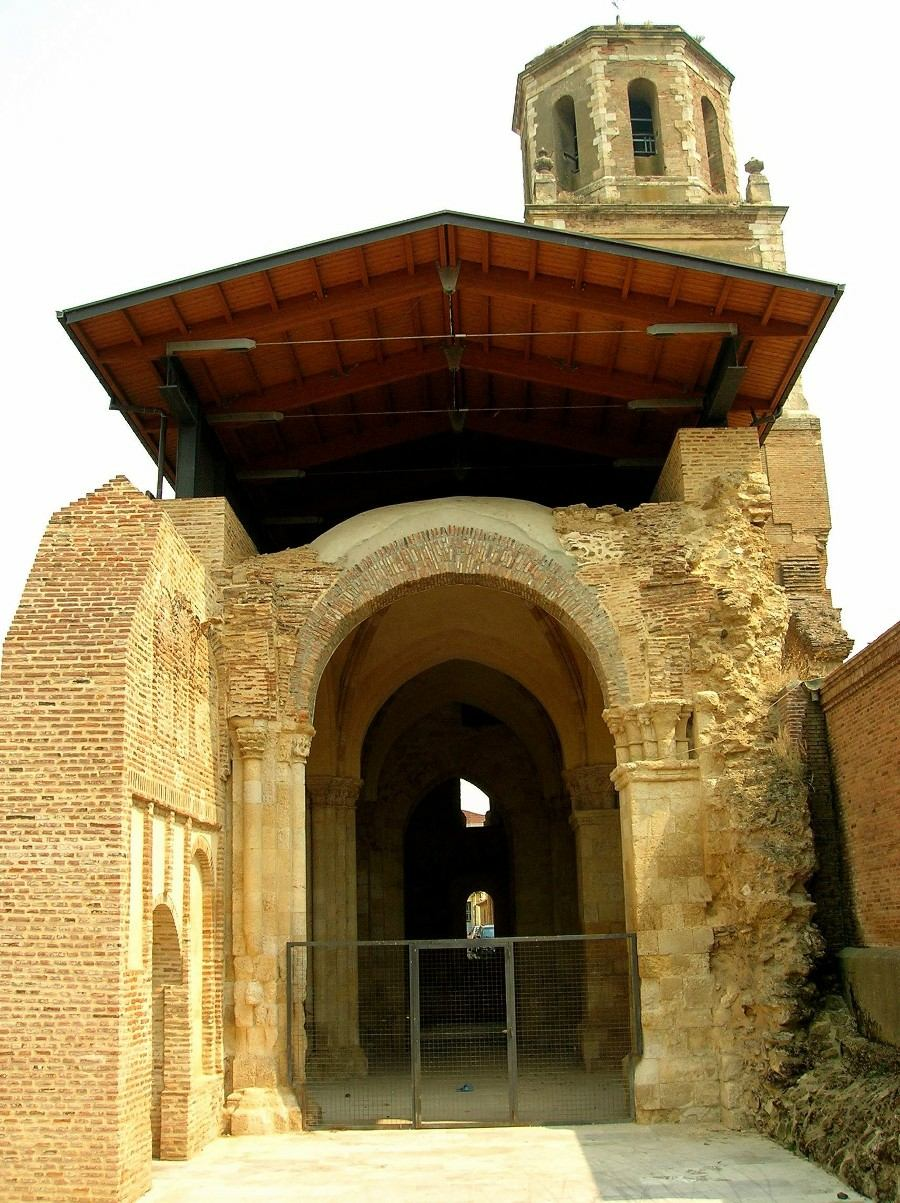
Capilla de San Mancio, Sahagún. Es uno de los primeros ejemplos de capilla en la península ibérica, pero su advocación inicial era la de San Benito (altar consagrado en 1184).

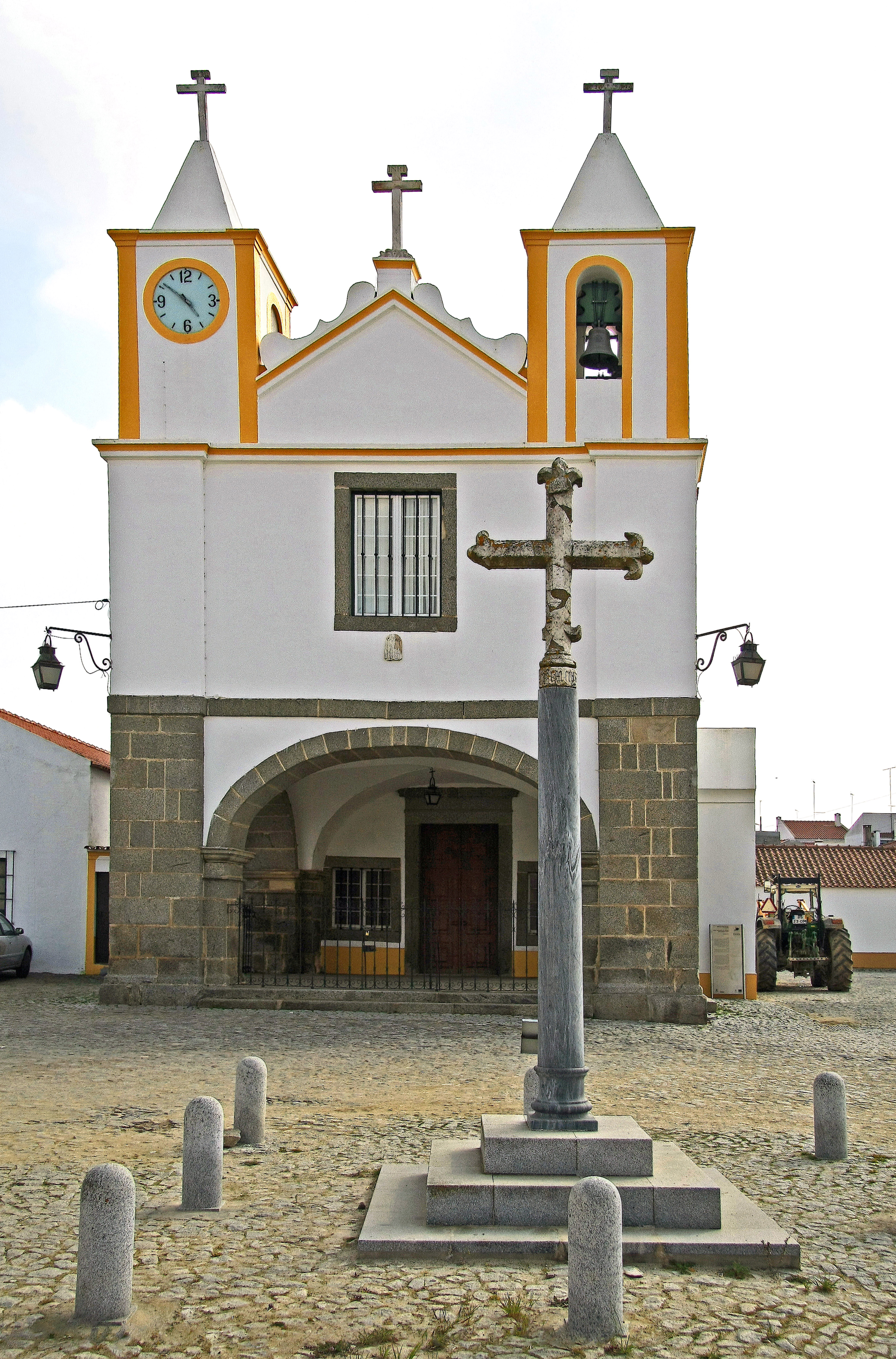
Iglesia y cruzeiro de São Manços, Évora.

Desde época medieval, la catedral de Évora rinde honras a San Mancio en su calendario litúrgico, con dos rituales estudiados por André de Resende como revisor y editor del Breviário Eborense. Entre las posesiones más antiguas de la catedral, documentada en sus cartularios, estaba un lugar denominado São Manços.

## Justificación de la legislación antijudía
Bajo el rey visigodo Ervigio se promulgó una ley, confirmada en el XII Concilio de Toledo, que exigía el bautismo de todos los judíos, sus hijos y sus esclavos en el plazo máximo de un año (a partir del 27 de enero de 681), así como la liberación de sus esclavos cristianos para evitar que los convirtieran al judaísmo. Tales previsiones sobre los esclavos hasta entonces no figuraban en la legislación antijudía que se venía promulgando desde los reinados anteriores, pero son congruentes con la narración del martirio a que habría sido sometido Mancio por sus amos judíos según la Passio Mantii.

## Localidades con su nombre
- Villanueva de San Mancio (provincia de Valladolid).
- Valle de Zamanzas (provincia de Burgos).
- São Manços (municipio de Évora).
- São Manços e São Vicente do Pigeiro (municipio de Évora).

## Personajes con su nombre
- Mancio Serra de Leguizamon (Pinto, 1515), conquistador español, compañero de Pizarro, regidor de Cuzco.[11]
- Mancio de Corpus Christi, teólogo español del siglo XVI.
- Mancio Ito, embajador japonés en Roma, siglo XVI.
- Mancio Araki (Mancio Firozayemon Araki), beato y mártir japonés del siglo XVII (205 Mártires de Japón).[12]
- Antonio Carnicero Mancio, pintor español (1748-1814).[13]